# Last Nite (chanson)
Pour les articles homonymes, voir Last Night.
Singles de The Strokes
Hard to Explain
(2001) Someday
(2001)
Clip vidéo
[vidéo] « Last Nite », sur YouTube
Last Nite est une chanson du groupe de garage rock américain The Strokes extraite de leur premier album, Is This It, sorti le 30 juin 2001 sur le label RCA Records.
La chanson est également sortie en single (sur le label RCA Records en août 2001). Elle n'est pas entrée dans le Hot 100 du magazine américain Billboard,, mais a passé 26 semaines dans le classement Modern Rock Tracks, atteignant la 5e place.
En 2010, Rolling Stone a classé cette chanson, dans la version originale des Strokes, 478e sur sa liste des « 500 plus grandes chansons de tous les temps ».

## Composition
La chanson a été écrite par Julian Casablancas. L'enregistrement des Strokes a été produit par Gordon Raphael.

## Version de Vitamin C
La chanson a été notablement reprise par la chanteuse de pop américaine Vitamin C en 2003. Sa version a atteint la 70e place au Royaume-Uni.